# IC 3378
IC 3378 هو اصطدام مجري، يقع في كوكبة الهلبة.

## روابط خارجية
- IC 3378 على موقع ويكي سكاي: DSS2, SDSS, GALEX, IRAS, Hydrogen α, X-Ray, Astrophoto, Sky Map, Articles and images